# Appartement des bains
L'Appartement des bains (letteralmente "Appartamento del bagno") era una suite della Reggia di Versailles sita al piano terra del corpo contrale nell'angolo nord. In origine alloggio riservato a Françoise-Athénaïs Marchesa di Montespan, favorita di Luigi XIV, fu impiegato dal Re Sole anche a scopi termali essendovi stata predisposta una grande vasca da bagno in marmo rosso.
Successivamente i decori furono smantellati e la suite fu convertita in un più anonimo appartamento privato destinato alle figlie di Luigi XV di Francia. Questa disposizione permane tutt'oggi.

## L'appartamento

### Vestibolo dorico
Il vestibolo dorico è la più grande delle stanze di questo appartamento e venne così denominato a causa di otto colonne di ordine dorico che sostengono il soffitto. Esse sono realizzate in marmo bianco e rosso con capitelli di marmo gricio.

### Sala di Diana o Sala ionica
La Sala di Diana (o Sala ionica) è decorata con marmo bianco e nero di Charlemont e marmo dei Pirenei.

### Gabinetto ottagonale o Gabinetto dei mesi
Le mura del gabinetto ottagonale (o gabinetto dei mesi) erano rivestiti di marmo rosso e bianco della Linguadoca. Quest'appartamento venne decorato con statue di putti, elementi naturali e cornucopie dorate che accompagnano le figure dei dodici mesi dell'anno. Assieme ai grandi appartamenti del re, questo fu uno degli ambienti della reggia tra i migliori ad esprimere lo stile di Luigi XIV.

### Camera dei bagni
Questo locale venne, come gli altri, rivestito di marmo, con sei colonne di marmo Isabelle con uno specchio. Il letto che qui venne posto, all'interno di un'alcova, venne ricoperto di broccato a figure pastorali.

### Gabinetto dei bagni
Anche questo locale venne realizzato in marmi policromi e qui si trovava una vasca da bagno in marmo di Rance, realizzata in un singolo pezzo, che per via delle sue imponenti dimensioni (tre metri di diametro per uno di profondità), consentiva a più persone di farvi il bagno contemporaneamente, secondo l'uso dei tempi. Era alimentato con un sistema automatico di acqua calda con la possibilità di inserirvi erbe profumate.